# Thalassoma genivittatum
Thalassoma genivittatum är en fiskart som först beskrevs av Valenciennes, 1839.  Thalassoma genivittatum ingår i släktet Thalassoma och familjen läppfiskar. IUCN kategoriserar arten globalt som livskraftig. Inga underarter finns listade i Catalogue of Life.